# Sphex formosellus
Sphex formosellus är en biart som beskrevs av Jacobus van der Vecht 1957.
Sphex formosellus ingår i släktet Sphex och familjen grävsteklar. Inga underarter finns listade i Catalogue of Life.